# Felsőjányok
Felsőjányok (szlovákul Horné Janíky) Jányok község északnyugati része Szlovákiában a Nagyszombati kerületben a Dunaszerdahelyi járásban.

## Fekvése
Somorjától 16 km-re északkeletre fekszik.

## Története
A község területén egykor a hallstatti kultúra települése állt. A felsőjányoki temető sarkánál emelt várdomb a szakemberek szerint egykor a kultúra településhez tartozó sírhalom volt.
A jányoki várjobbágyokat 1287-ben Jobagio castri de Janok alakban említik először. 1310-ben a falu földesura Jányoki Jakab volt. Felsőjányok külön 1311-ben Ianyk Superiori néven szerepel oklevélben. Ettől kezdve a település két részből, Alsó- és Felsőjányokból állt. Felsőjányokon 1553-ban 6 adózó portát számláltak. A falu területén egykor egy motte típusú vár állt, melynek építését történészek a 13.–14. századra teszik és nemesi alapításúnak tartják. Középkori forrásokban nem szerepel. Egykor a községhez tartozott Bústelek puszta is.
Vályi András szerint "Alsó, és Felső Jányok. Két elegyes magyar faluk Posony Várm. földes Ura a’ Religyiói Kintstár, az elött a’ Sz. Klára Szerzetén lévő Apatzáknak birtokok vala, lakosaik katolikusok, fekszenek a’ Csalóközben, Csákánnyal határosok, Nagy Magyarnak filiája, Csákonhoz, Madarászhoz is közel; szűk határjokat két időre szántyák, ’s kevés a’ réttyek."
Fényes Elek szerint "Jányok (Alsó és Felső), két egymáshoz közel fekvő magyar falu, Pozsony vmegyében, N. Magyarhoz 1/2 órányira; az első 184 kath., 11 zsidó; a második 189 kath., 6 zsidó lak. F. u. gr. Eszterházy Vinczéné. Ut. p. Pozsony."
A trianoni békeszerződésig mindkét falu Pozsony vármegye Somorjai járásához tartozott. Alsó- és Felsőjányokot 1940-ben egyesítették.

## Népessége
1910-ben Felsőjányoknak 224 lakosából 223 magyar és 1 szlovák volt.
2011-ben 337 lakosa volt, itt élt Jányok lakosságának 39,4 %-a

## Nevezetességei

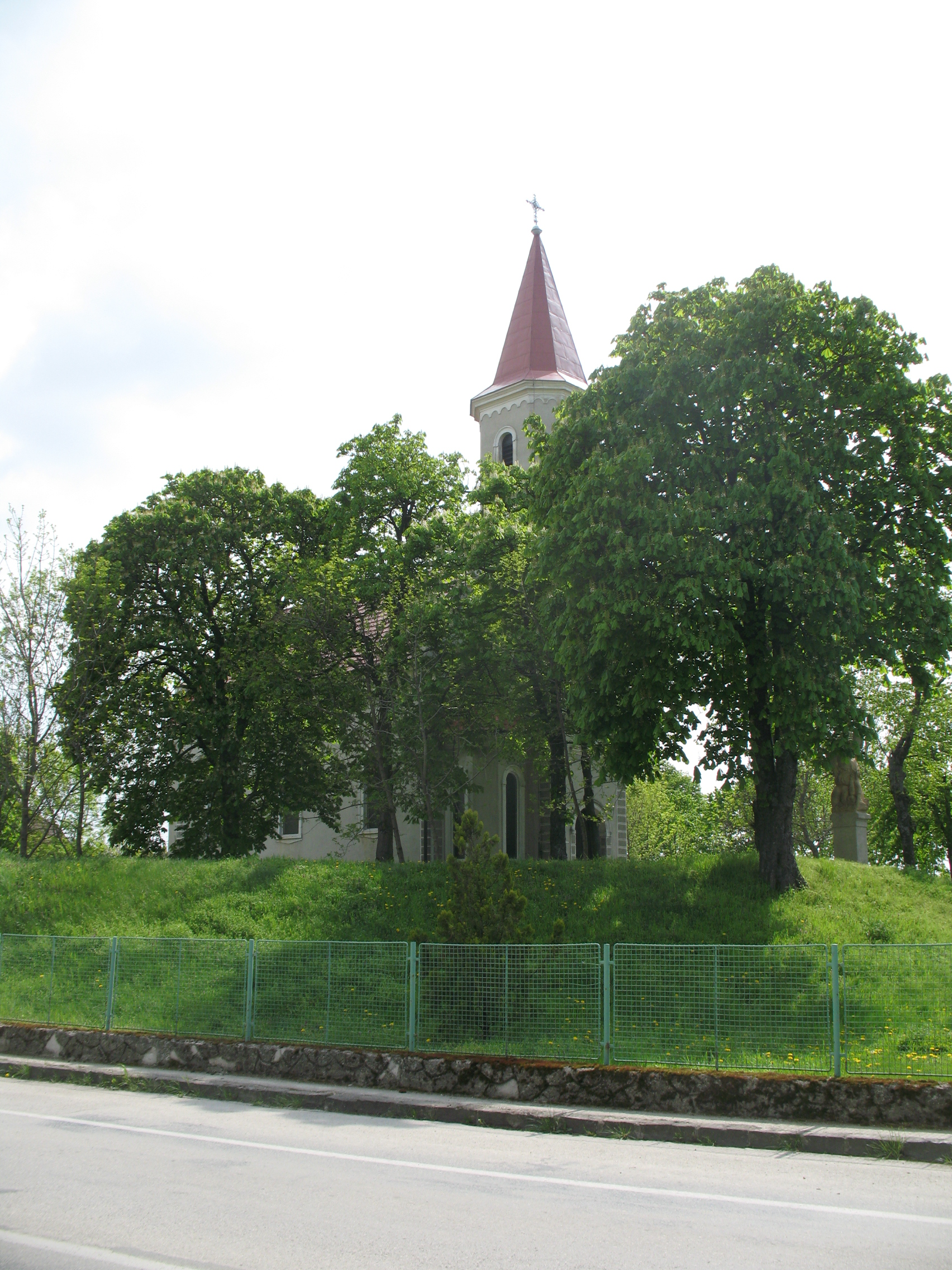
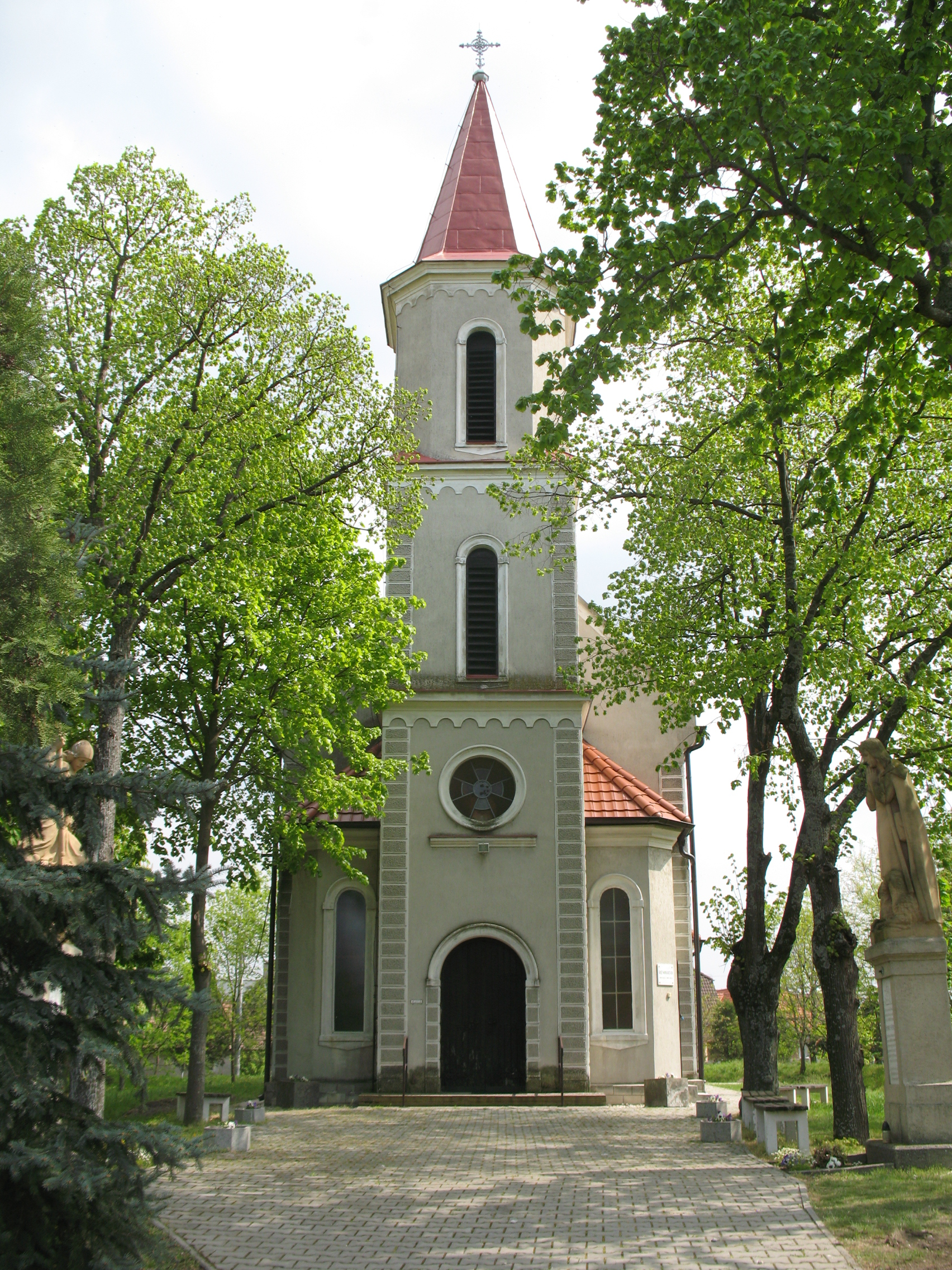
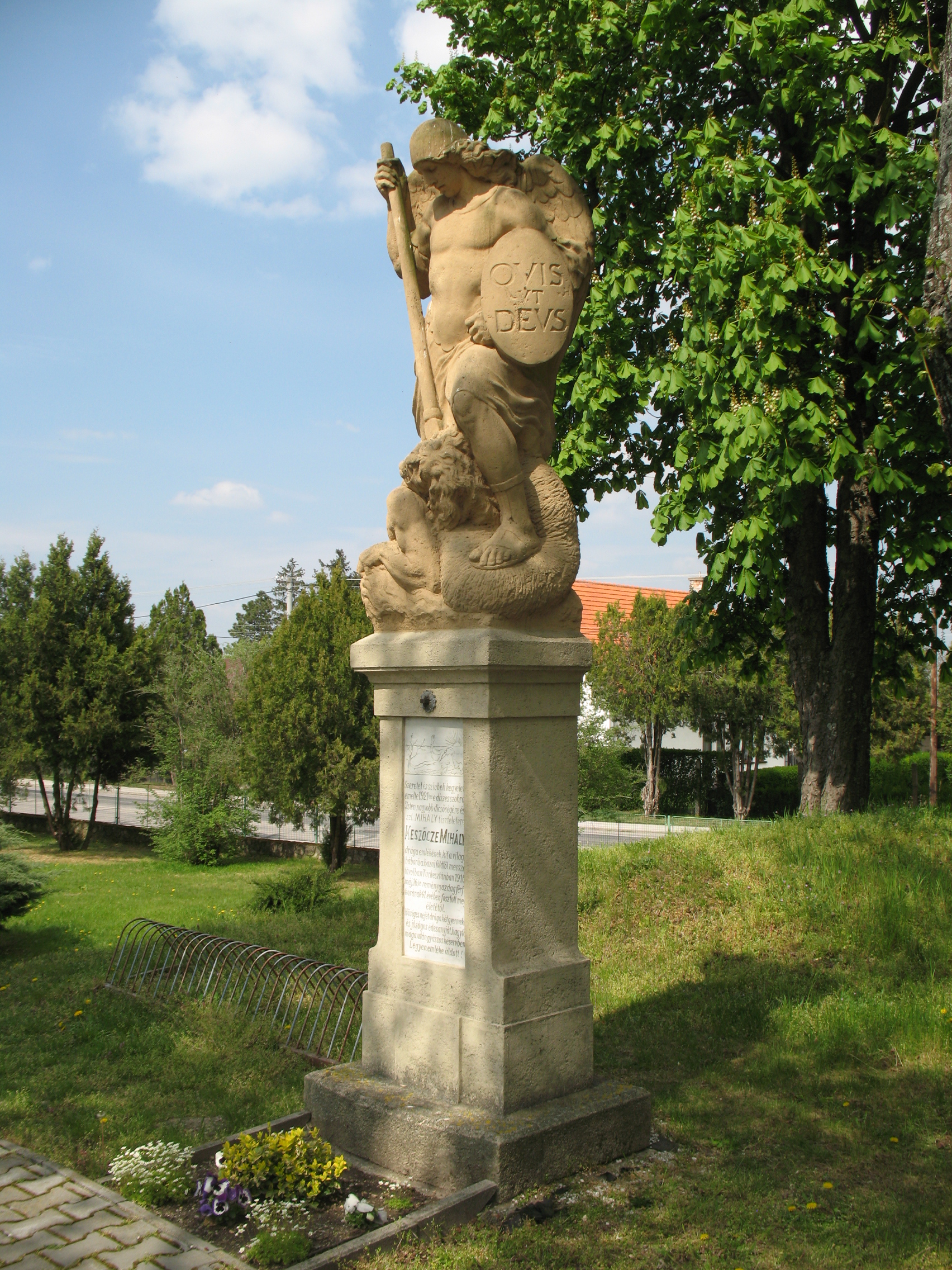
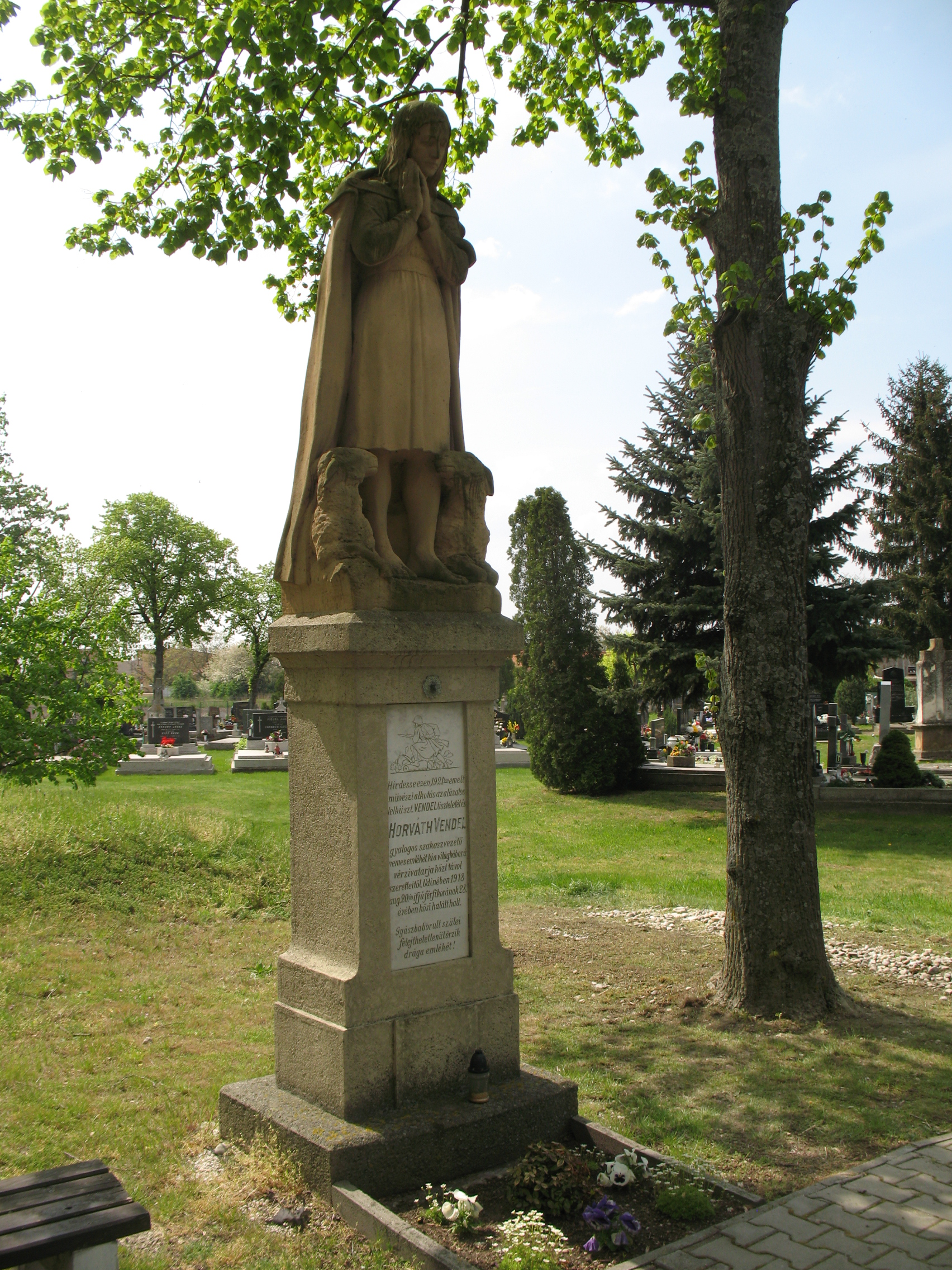
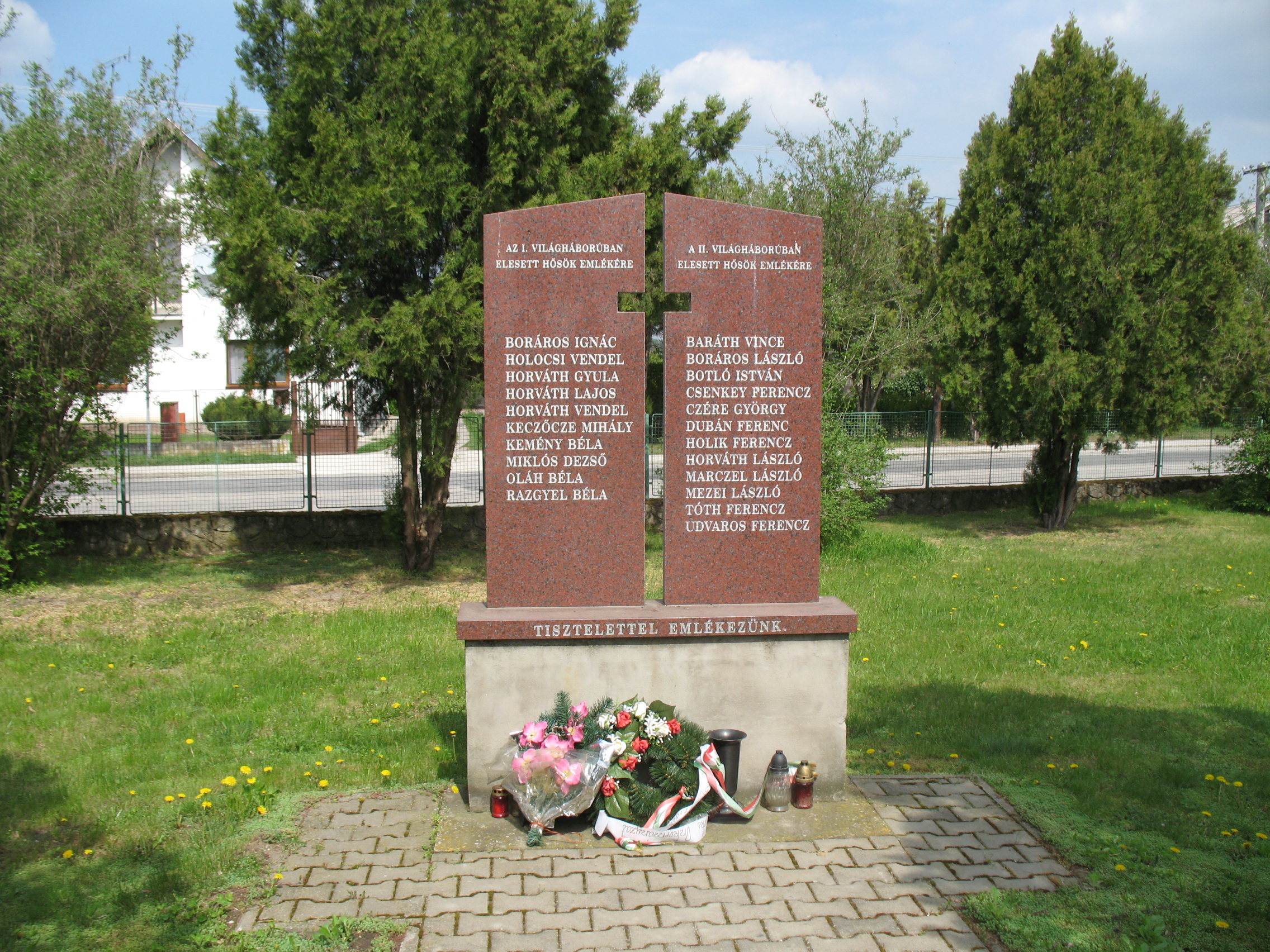
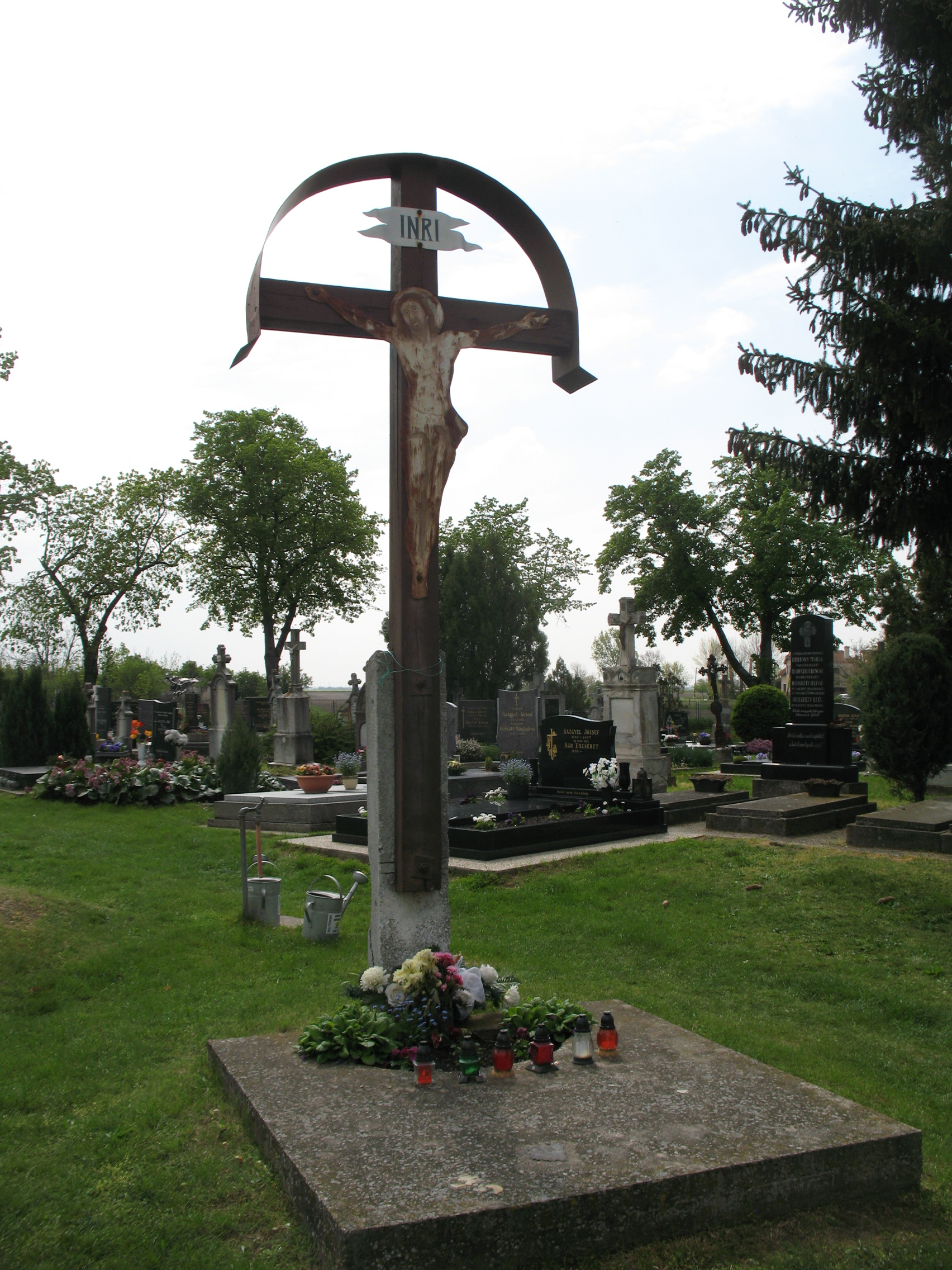
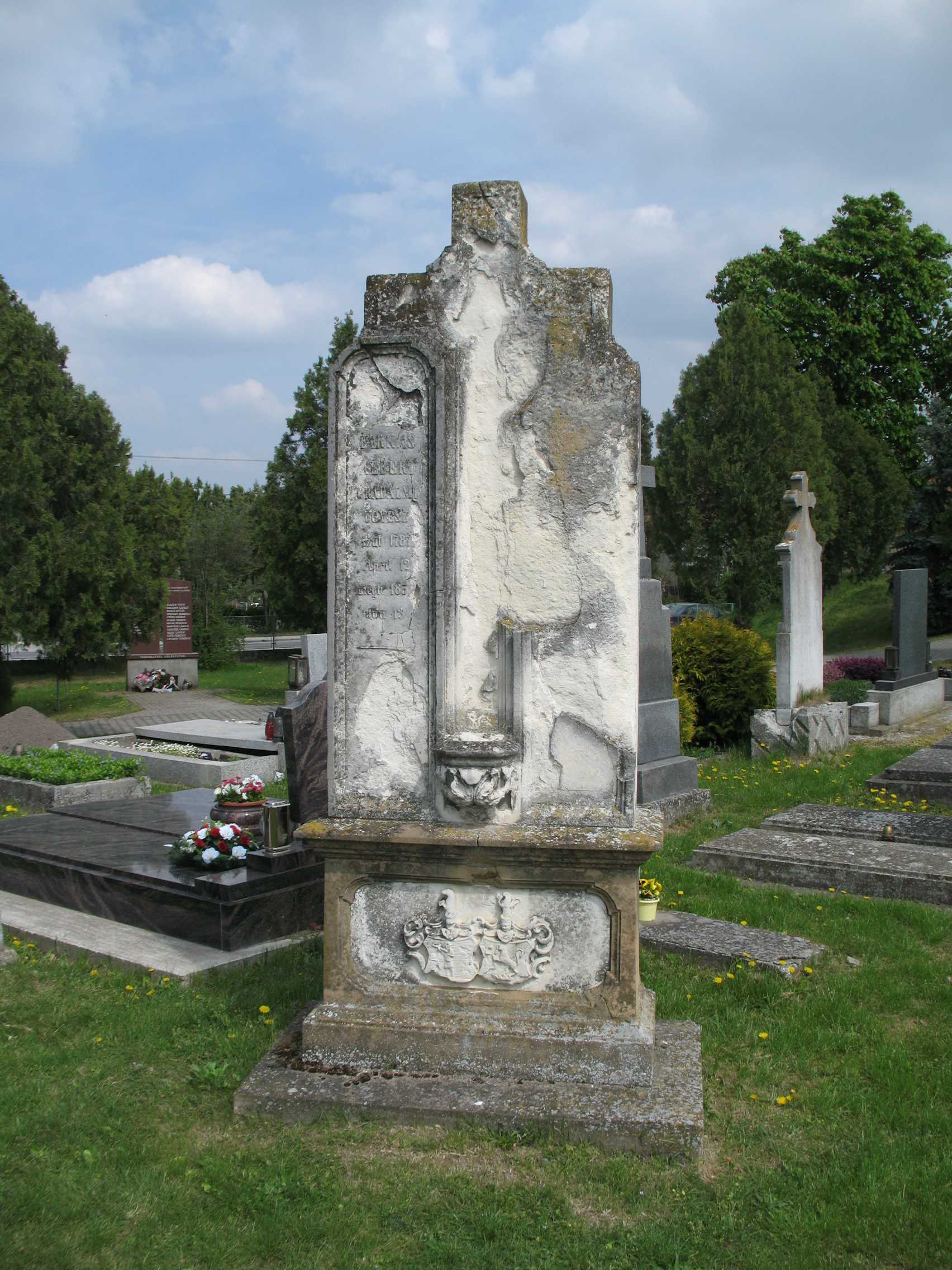

- A felsőjányoki motte a temető sarkánál. A vár maradványait az 1990-es években tárták fel.